# ألان كارديك (لاعب كرة قدم)
الآن كارديك دي سوزا بيريرا جونيور (بالبرتغالية: Alan Kardec de Souza Pereira Júnior‏) (مواليد 12 يناير 1989 في بارا مانسا، البرازيل -) هو لاعب كرة قدم برازيلي، يلعب ك‍مهاجم.

## روابط خارجية
- ألان كارديك دي سوزا على موقع الاتحاد الدولي (مؤرشف)  (الإنجليزية)
- ألان كارديك دي سوزا على موقع إي إس بي إن إف سي (الإنجليزية)
- ألان كارديك دي سوزا على موقع قاعدة بيانات كرة القدم.إي يو (الإنجليزية)
- ألان كارديك دي سوزا على موقع ليكيب (الفرنسية)
- ألان كارديك دي سوزا على موقع Soccerbase.com (لاعب) (الإنجليزية)
- ألان كارديك دي سوزا على موقع Soccerway.com (الإنجليزية)
- ألان كارديك دي سوزا على موقع عالم كرة القدم.نت (الإنجليزية)
- ألان كارديك دي سوزا على موقع AS.com (الإسبانية)